# Schlürscheid

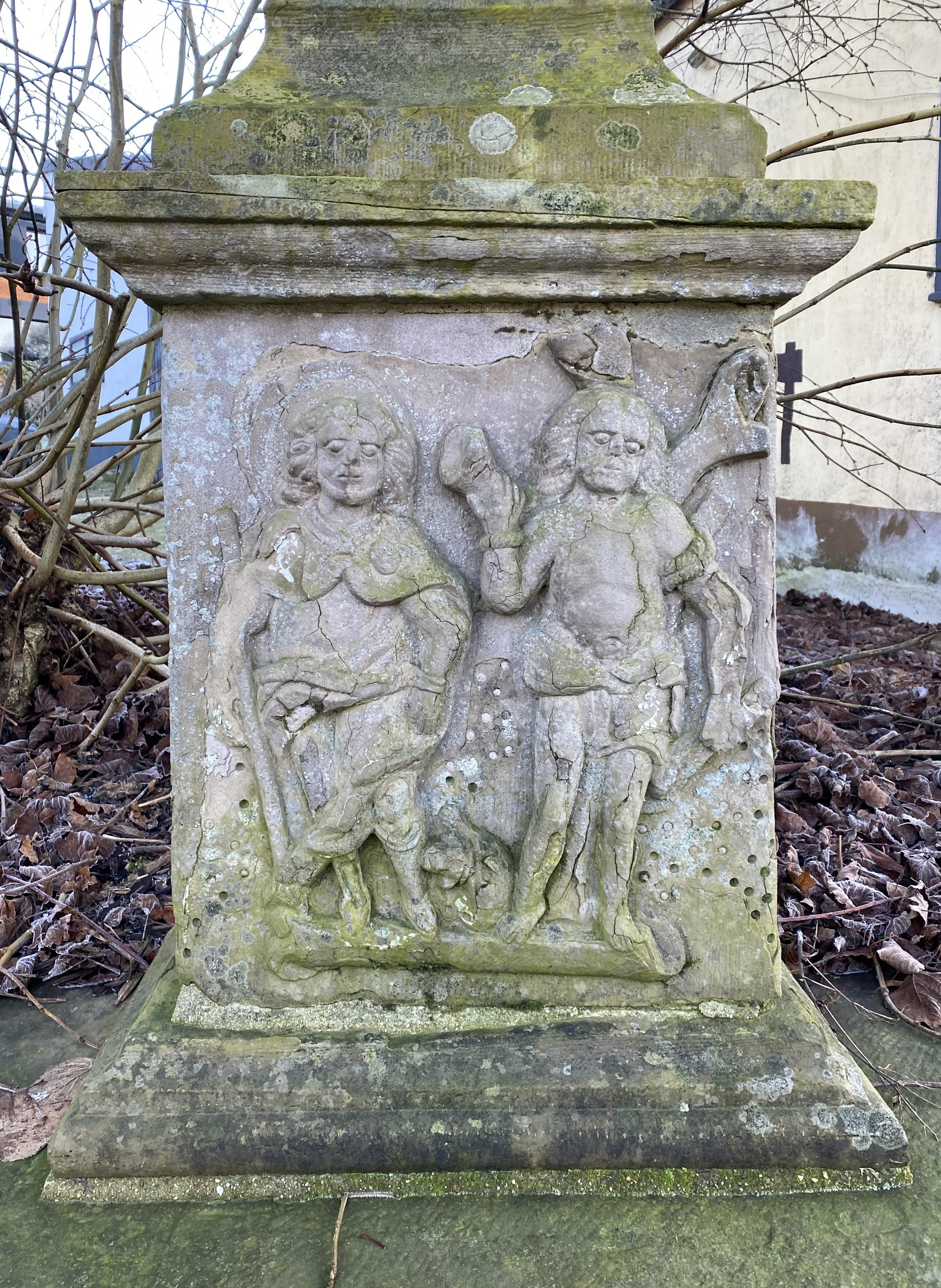
Detail Baudenkmal Wegekreuz (1753)

Die Ortschaft Schlürscheid ist ein Ortsteil der Gemeinde Lindlar, Oberbergischen Kreis im Regierungsbezirk Köln in Nordrhein-Westfalen (Deutschland).

## Lage und Beschreibung
Schlürscheid liegt im Westen der Gemeinde Lindlar im Tal des Omerbachs. Nachbarorte sind Quabach, Diepenbach, Unterschümmerich, Unterommer und Scheurenhof.

## Geschichte
Die Ortschaft wird 1534 im Bruderschaftsbuch der Marienbruderschaft laut einem Dokument im Archiv der katholischen Kirchengemeinde Lindlar erstmals genannt. Die Schreibweise der Erstnennung lautet „Slosset“. Die Karte Topographische Aufnahme der Rheinlande von 1824 verwendet den Namen „Schlürscheid“. Im Jahre 1830 hatte Schlürscheid 24 Einwohner.
Die Gemeinde- und Gutbezirksstatistik der Rheinprovinz führt Schlürscheid 1871 mit einem Wohnhaus und neun Einwohnern auf.

## Sehenswürdigkeiten
- Wegkreuz aus dem Jahre 1753

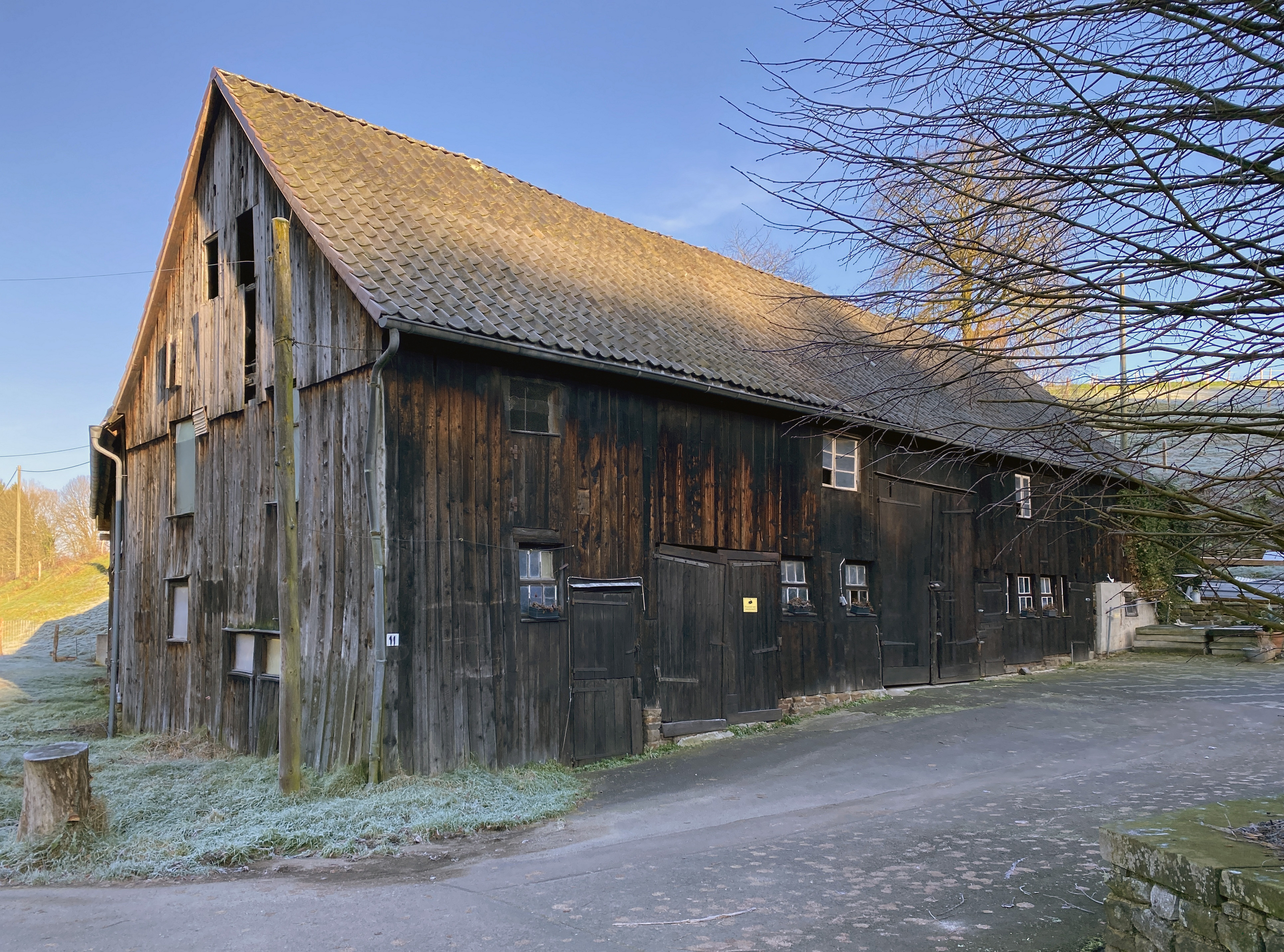
Holzscheune Schlürscheid 11
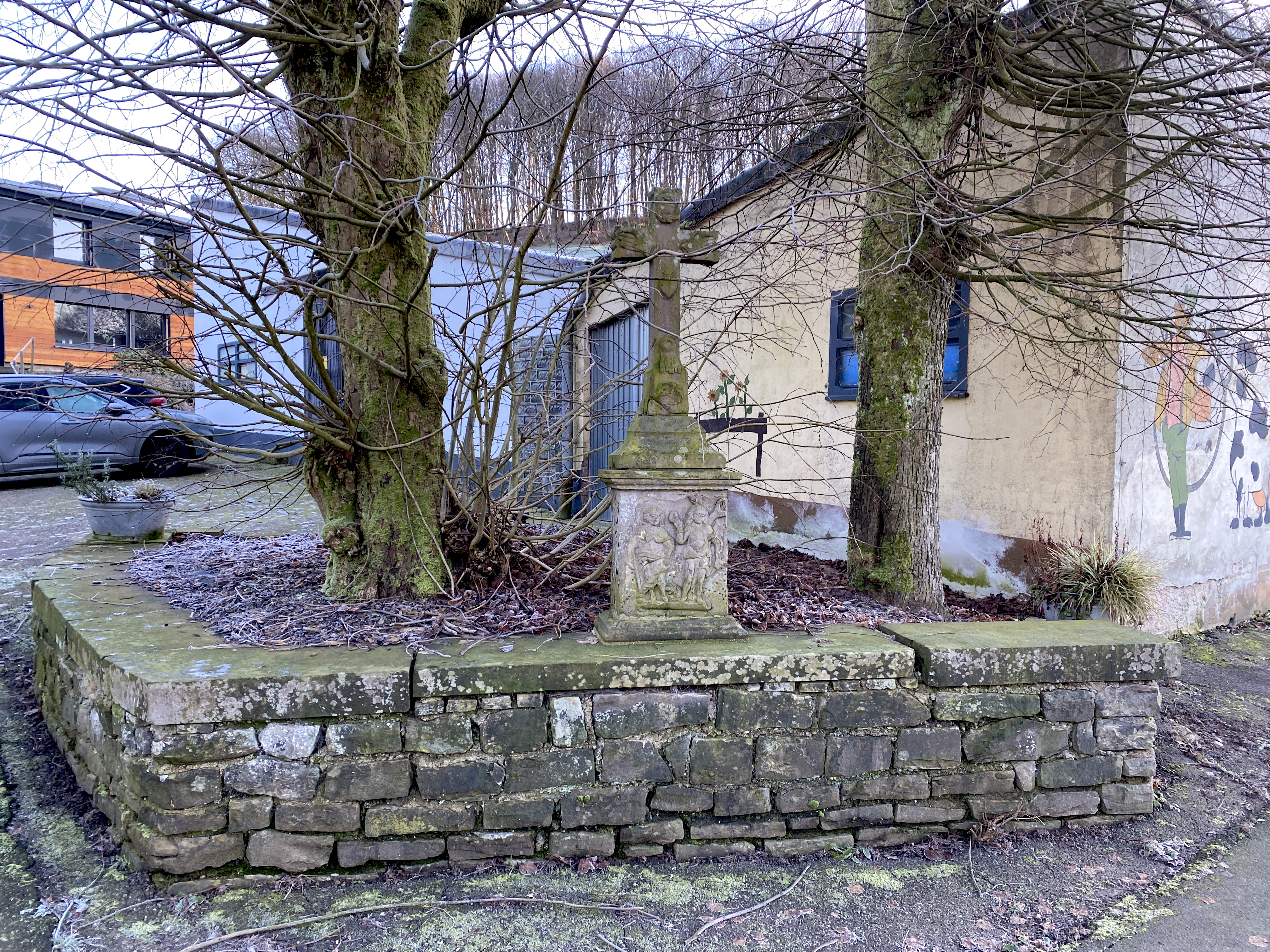
Wegekreuz Schlürscheid 11